# Sandra Landhäußer
Sandra Landhäußer (* 1976 in Karlsruhe) ist eine deutsche Erziehungswissenschaftlerin.

## Leben
Nach dem Magisterstudium (1997–2003) der Erziehungswissenschaft, Psychologie und Soziologie an der Universität Heidelberg war sie von 2003 bis 2006 wissenschaftliche Mitarbeiterin im DFG-Forschungsprojekt (Räumlichkeit und soziales Kapital in der Sozialen Arbeit. Zur Governance des sozialen Raums) in der AG8, Sozialarbeit / Sozialpädagogik der Fakultät für Pädagogik der Universität Bielefeld. Nach der Promotion 2007 zum Dr. phil. an der Fakultät für Pädagogik der Universität Bielefeld ist sie seit 2022 Professorin für Erziehungswissenschaft mit dem Schwerpunkt Sozialpädagogik an der Universität Paderborn.
Ihre Arbeitsgebiete sind Eltern- und Familienbildung, Hilfen zur Erziehung, Beteiligung in pädagogischen Institutionen, Ausschließungen und soziale Ungleichheit sowie sozialräumliche Orientierungen in der Sozialen Arbeit.